# Flæskholm
Flæskholm er en lille ubeboet halvmåneformet holm, som ligger mellem Avernakø og Skarø i det Sydfynske Øhav. Øen er ca. 200 meter lang og ca. 50 meter bred på det bredeste stykke. Der er cirka en meter høje lerklinter i den sydlige del. Kysten er overvejende stenet, til dels med store stenblokke, mod nord med et ca 50 m langt stenrev. 
Lokalt hentyder navnet Flæskholm til, at en smakkejolle fra Drejø forliste i det lave vand nær øen med en ladning flæsk til Fåborg. Flæskholm kan også stamme fra det gammmeldanske "flask", som er et lavvandet areal, der kan oversvømmes. 
På øen vokser der græs, agersennep, strandkarse og stor nælde og en stor almindelig hyld. Øen bruges som yngleplads for en del fugle. Da øen ligger i et meget lavvandet område, kan den kun besejles med skibe af meget ringe dybgang.
Øen er kendt som den omtrentlige beliggenhed af nulpunktet for koordinatsystemet i generalstabskortene. Den nøjagtige position for dette punkt ligger 700 m syd for holmen.
Omkring 500 meter nord for øen ligger Flæskholm Flak, hvor der af og til er tørlagte sandbanker, der tjener som rasteplads for mange fugle. 
1967 udstyrede Danmarks Radio danske forfattere med proviant, telt og sovepose samt en båndoptager, til et syv dages ophold på Flæskholm.[kilde mangler]